# 出るトコ出ましょ!
『出るトコ出ましょ!』（でるとこでましょ）は、『ビッグコミックスピリッツ』（小学館）に連載された稲光伸二の漫画。2004年21・22号から2007年34号まで連載された。
2007年9月22日にフジテレビ系でテレビドラマ化（2時間ドラマ）された。

## ストーリー
女子高生・亀井静は、かつてはお嬢様だった。ところが、父・知治の会社が倒産。一転して貧乏生活を強いられる。生活費を稼ごうと、ふとしたことで出会った弁護士、野中広務の経営する野中法律事務所に押しかけ、アルバイトとして雇われるが、制服フェチの雇い主を初めとするひと癖もふた癖もある人間たちに囲まれて、苦労の連続。しかし、楽天家の静はトラブルを起こしながらも日々明るく働き、事件を解決していくのであった。

## 登場人物
亀井静（かめい しずか）
本作の主人公で、野中法律事務所でアルバイトとして働いている女子高生。原作ではロングヘアーだが、ドラマ版では演じてる女優の関係でショートヘアになっている。楽天的な性格だが、悪事は絶対に見逃さず、許さないといった正義感に満ち溢れており、法律で裁くための証拠が無い時は証拠を手にする為に不法侵入を平気で行ったり、後先考えずに単独で悪事の張本人に迫る事も多く、その度に窮地に陥った事もあるなどの無鉄砲な一面も見せている。また、昔から怒ると自分を止められない性分らしく、その時はどんな相手に対しても物怖じせずに食って掛かる。友人のキヨミ曰く「おっぱいはメチャクチャでかい」や「サイズは65のG」と評される程の巨乳で、また可愛らしい容姿も相まって作中では水商売やいかがわしいお店への潜入として野中に利用される事もしばしばある。元々はお嬢様として過ごしており、没落後はお嬢様と呼べなくなった事やアパート暮らしを嫌い、更には人生の究極目標として楽して稼ぐことばかりを考えていたが、野中と出会い、借金取りから完全に救ってもらった事をきっかけに彼に頭を下げてアルバイトとして働く。働いた当初は儲かる事ばかりしか頭が無く、いざ金になれば水商売や会社のモデルなどとことんやっていったが、それでも持ち前の正義感でどんな事件や出来事も解決に導いていき、やがてはたくさんの交友関係や周囲への信頼を築き上げ、やがては前述の楽な考えも捨てるようになり、遂には野中と同じ弁護士の道を志すようにもなる。最終回では司法試験に合格し、後に世間に名が知れる程の弁護士となる。
野中弘務（のなか ひろむ）
野中法律事務所の主である弁護士。かなりの敏腕だが、中身は女子高生の制服に興味があるといった変態的な一面を持ち、常に女子高生関連のグッズをコレクションしている。また、愛車はフェラーリ・612スカリエッティである。独善的で、金に汚い一面もあるが、基本的は悪事を許さない正義感も持っており、金にならない仕事でも静に押される形で強引に引き受ける事もある。
後藤田正美（ごとうだ　まさみ）
野中法律事務所のパラリーガルで、英語と中国語が話せる帰国子女。生真面目な性格で、かつて親友が性犯罪に遭った経験に加え、自身も働き始めた当時に受けたセクハラをきっかけに性犯罪者には厳しい姿勢で接するいわば正義感を持つが、反面では静のために野中に色仕掛けをした際に「大人の魅力」が通用しなかった為に失敗したり、長く日本を離れていたことや世代差により静に行動が「ズレてる」と評されるなど、抜けている一面もある。出会った当初は未成年ながらも法律事務所で働こうとする静の事を快く思わず、指導する際も厳しくしていたが、ある依頼を静が単独で行った際に呆れながらも手を貸し、共に行動していくことで彼女の正義感を気に入り、徐々に態度を軟化させると共に静の事も認めていく。
麻生小太郎（あそう こたろう）
野中法律事務所の職員。「中国語学留学」と称するお見合いツアー（後に国際結婚詐欺と判明）で静の就職当時は不在だった。語学のほうもしっかり勉強したようで、中国語会話ができるようになっていた。お人よしで、誠実ではあるが間が悪く、思い込みも激しい性格で、人づきあいは苦手な模様。ことに女性とは40近い現在まで、あまり付き合ったことがなく、未だ独身。焦りから上述の中国人女性国際結婚詐欺にもひっかかる。詐欺グループの女性を改心させるほど誠実さは筋金入りだが、「私のような人間はあなたにふさわしくない」と去られる。終盤あたりで仕事の為にカンボジアに行くことになり、最終巻では事務所を離れて日本を後にした。
亀井翔（かめい しょう）
静の弟。ネットオークションが趣味で、これに生計を建てている。ネットオークション詐欺に引っ掛かったことで友人から責められ、多額の賠償を迫られたが、静たちによって救われる。
亀井節子（かめい せつこ）
静と翔の母親。優しい性格で、静が潜入という形で芸能プロダクションと契約を交わそうとした際は反対せずに認めたり、彼女が弁護士になりたいと言った時も担任から懸念されながらも「自分で選んだ道だ」と割り切って応援しており、また夫の失踪に関しても気にせずにいずれ戻って来ると信じて待っている。また、常に微笑んでおり、どんな状況でもその表情を崩す事は無い等の精神面が強い方であるが、誤解で夫が疑いを掛けられた際はショックで倒れるなど、傷付きやすい面もある。原作では若いが、ドラマ版ではある程度歳を取っている。
小泉純太郎（こいずみ じゅんたろう）
野中のライバル弁護士。嫌味な性格で、どんな時でも皮肉を言い、自分や自分の弁護人が有利になる為ならどんなことでもする。野中とは学生時代からの因縁にある。芸能プロダクション「ういろうプロ」に所属し、タレント活動もしている。ういろうプロ関連の出来事で野中と対峙し、結果として潜入した静の策や野中に一歩及ばず一時的に負けを認めた。その後、ういろうプロが違法労働の件で持ち上がった際は違法である事に疑問を持ち、後に静が張った罠に嵌められる形で弱みを握られ、渋々ういろうプロを裁く為の協力をさせられる。
八代栄太（やしろ えいた）
野中の友人で、やはり女子高生に尋常ならざる興味を抱く弁護士。野中と反対に巨乳好きで、静に関心を寄せており、仕事をこなす代わりに彼女に何かしらの条件を突き付けている。IT関連の知識が豊富で、しばしば静からその方面の事件について相談されているが、セクハラ的な発言や行動が目立つ為に静から制裁を受ける事が多く、また後藤田からもたまに制裁される事がある。女子高生趣味一本槍として静にばかり絡んでいたが、後に後藤田にひっぱたかれたことで彼女にも心を引かれる。
藤野麻紀子（ふじの まきこ）
静がオーディションを受けた芸能プロダクション「ういろうプロ」で出会った女性。どう見ても年齢はサバを読んでおり、自らを女子高生と名乗っている。静を通じて野中事務所と知り合い、押しかけた際に静の仲介もあって事務員として働き始める。
福嶋みずき（ふくしま みずき）
暴走族の2代目総長。普通自動二輪車を所有しているが、そのバイクは改造していない。巨乳好きで、たびたび静の乳を揉みしだいたり、顔をうずめたりする。出会った当初から静を気に入り、彼女と親交を持つと同時に暴走族のメンバーに誘う。その後、グループ内で発生したいざこざや同時期に起こった高級車の窃盗事件などを経て静にとってのかけがえのない友人の一人となり、互いに名前で呼び合うようになる。
キヨミ
静の友人。物語開始当初から静に優しく接していたものの、貧乏になった事を知ると態度を変えて色々と言い、結果としてそれを聞いていた静から決別される。その後、しばらくして静と再会し、色々と言った事を彼女に詫びた。

## 単行本
- 第1巻 ISBN 9784091866455
- 第2巻 ISBN 9784091866462
- 第3巻 ISBN 9784091866479
- 第4巻 ISBN 9784091866486
- 第5巻 ISBN 9784091866493
- 第6巻 ISBN 9784091866509
- 第7巻 ISBN 9784091802071
- 第8巻 ISBN 9784091803900
- 第9巻 ISBN 9784091807069
- 第10巻 ISBN 9784091808202
- 第11巻 ISBN 9784091811004
- 第12巻 ISBN 9784091813367
- 第13巻 ISBN 9784091814500

## テレビドラマ
2007年9月22日に、フジテレビ系『土曜プレミアム』枠21:00～23:10（JST）で放送された。視聴率12.9%。

### 出演者・キャスト
- 亀井静：堀北真希
- 野中弘務：谷原章介
- 後藤田正美：小池栄子
- 麻生小太郎：温水洋一
- 亀井翔：馬宮輝
- 藤野麻里子：桐谷美玲
- 亀井節子：山村紅葉
- 小泉純太郎：川平慈英
- 玉川武雄：山谷初男
- 遠藤健太郎：遠藤憲一
- 玉川かすみ：佐藤仁美
- 梅澤拓三：升毅
- 鴨志田一郎：六角精児
- 滝平鉄也：松澤一之
- 金剛昇：半海一晃
- 野中泰蔵：近藤正臣
- 宮城健太郎、かとうあつきほか

### スタッフ
- 脚本：石原武龍・末安正子
- 演出：小林和宏
- プロデュース：保原賢一郎・塚田洋子

### 備考
- ホームページに主演の堀北が最後の女子高生役に挑むとなっていたが、後に2007年10月クールの同局の月9『ガリレオ』でゲスト出演ではあるが女子高生役を演じている。
- 2007年7月クールの同局のドラマに出演した俳優が多い。（堀北は『花ざかりの君たちへ〜イケメン♂パラダイス〜』。谷原、小池、温水は『山おんな壁おんな』。しかも2作ともこのドラマが放送された週に最終回を迎えている）
- 主題歌はABBAのメジャーデビュー曲『恋のウォータールー』。